# Mustela erminea bangsi
Mustela erminea bangsi es una subespecie de  mamíferos carnívoros  de la familia Mustelidae subfamilia Mustelinae.

## Distribución geográfica
Se encuentran en Norteamérica: Manitoba, Dakota del Norte, Minnesota, Wisconsin, Míchigan y Iowa.